# Рахимов, Гафир Рахимович
Рахимов Гафир Рахимович (29 марта 1905, Ташкент — 21 октября 1972, Ленинград) — узбекский советский учёный в области электротехники, профессор, доктор технических наук, член-корреспондент Академии наук Узбекистана.

## Биография
Родился в 1905 году в семье учителя. После смерти отца в 1905 году воспитывался матерью, братьями и сёстрами. Начальное образование получил в новометодной джадидской школе «Рахимия» (Рахимилар мактаби). Его старший брат известный просветитель Сабирджан Рахими был основателем этой школы , где он сам преподавал и организовал учебный процесс а также являлся одним из организаторов и авторов основного букваря для системы народного образования Узбекистана 1920-30 годов — «Совга» Шакирджан Рахими. 1917—1922 — учёба в школе-интернате педагогического техникума. В 1922 году был направлен на учёбу на рабфак Ленинградского государственного университета. В 1924 году служил в частях ЧОН. В 1926—1931 годах — студент электромеханического факультета Ленинградского политехнического института.
С 1931 года — инженер Среднеазиатского отделения Всесоюзного электротехнического педагогического объединения. В 1932—1934 годах — начальник производственного сектора, главный инженер проектного сектора, главный инженер электромеханической лаборатории СРЕДАЗЭНЕРГО. Участвовал в проектировании Ташкентской городской электрической сети. Также в институте «Теплоэнергопроект» участвовал в проектировании линий высоковольтных передач Ташкента.
В 1932 году — аспирант САГУ, декан физфака. В 1933 году избран доцентом САГУ. В 1934 году создал кафедру «Теоретические основы электротехники» при Среднеазиатском индустриальном институте (впоследствии — Ташкентский политехнический институт). В 1934—1972 годах — заведующий кафедрой ТОЭ ТашПИ. В 1940 году защитил кандидатскую диссертации «Трансформаторы частоты для силовых установок».
В 1958 году в Ленинграде защитил докторскую диссертацию по теме «Автопараметрические колебания в электрических цепях с нелинейной индуктивностью». В 1956—1963 годах — проректор ТашПИ по науке В 1960 году присвоено учёное звание профессора. В 1964 году присвоено звание «Заслуженный деятель науки и техники УзССР». В 1964—1965 годах — декан инженерно-физического факультета ТАШПИ. В 1966 году избран член корреспондентом академии наук УзССР.

## Научная деятельность
Профессор Рахимов был основателем электротехнической школы в Узбекистане. Рахимову принадлежит одна из первых работ, раскрывающих определённую физическую картину довольно сложных процессов автопараметрических колебаний в контурах с ферромагнитными элементами. Результаты этих работ Рахимова нашли широкое применение в практике в эксплуатации энергетических систем. Итоги этих исследований представлены в монографии «Феррорезонанс», которая стала классической в исследованиях данного направления
В последние годы жизни Гафир Рахимов усиленно занимался изучением природы автоколебаний в нелинейных системах и в частности изучением роли явления адиабатического инварианта энергии в возникновении и в устойчивом существовании автопараметрических колебаний.
Результатом научной деятельности академика Рахимова была публикация более 150 научных работ, монографий, учебников, получение многочисленных авторских свидетельств.